# Béatrice Nirere
Béatrice Nirere är en politiker från Rwanda som dömts till livstids fängelse för delaktighet till folkmordet i Rwanda 1994. Då hon dömdes den 2 mars 2009 var hon medlem av underhuset i parlementet Chamber of Deputies of Rwanda, en position hon valdes till 2008 som medlem av det styrande partiet Rwandiska patriotiska fronten (FPR).